# 284 (tal)
284 är det naturliga talet som följer 283 och som följs av 285.

## Inom vetenskapen
- 284 Amalia, en asteroid.

## Inom matematiken
- 284 är ett jämnt tal.